# Бюджетный кодекс Украины (2010)
Бюджетный кодекс Украины (БКУ, укр. Бюджетний кодекс України, БКУ) — кодифицированный Закон Украины, принятый Верховной Радой Украины 8 июля 2010 года. Действует с 1 января 2011 года.
Сменил предварительный Бюджетный кодекс Украины (2001).
Настоящим Кодексом определяются правовые основы функционирования бюджетной системы Украины, ее принципы, основы бюджетного процесса и межбюджетных отношений и ответственность за нарушение бюджетного законодательства.
Бюджетным кодексом Украины регулируются отношения, возникающие в процессе составления, рассмотрения, утверждения, исполнения бюджетов, отчетности об их исполнении и контроле за соблюдением бюджетного законодательства и вопроса ответственности за нарушение бюджетного законодательства, а также определяются правовые основы образования и погашения государственного и местного долга.

## Структура БК Украины
Раздел I. Бюджетная система и основы бюджетного процесса
- Глава 1. Общие положения
- Глава 2. Бюджетная система Украины и его принципы
- Глава 3. Финансирование бюджета (дефицит, профицит) и государственный (местный) долг
- Глава 4. Бюджетный процесс и его участники

- Раздел II. Государственный бюджет Украины
- Глава 5. Доходы, расходы и кредитование Государственного бюджета Украины
- Глава 6. Составление проекта Государственного бюджета Украины
- Глава 7. Рассмотрение и утверждение Государственного бюджета Украины
- Глава 8. Выполнение Государственного бюджета Украины
- Глава 9. Внесение изменений в закон о Государственном бюджете Украины
- Глава 10. Бухгалтерский учет и отчетность об исполнении Государственного бюджета Украины

Раздел III. Местные бюджеты
- Глава 11. Поступления и расходы местных бюджетов
- Глава 12. Составление, рассмотрение, утверждение, исполнение и отчетность местных бюджетов

Раздел IV. Межбюджетные отношения
- Глава 13. Общие положения
- Глава 14. Разграничение расходов между бюджетами
- Глава 15. Финансовые нормативы бюджетной обеспеченности
- Глава 16. Межбюджетные трансферты

Раздел V. Контроль соблюдения бюджетного законодательства и ответственность за нарушение бюджетного законодательства
- Глава 17. Контроль соблюдения бюджетного законодательства
- Глава 18. Ответственность и меры воздействия за совершенные нарушения бюджетного законодательства

Раздел VI. Заключительные и переходные положения.